# Дубов, Василий Васильевич
Василий Васильевич Дубов (род. 26 июня 1947 года — ум. 17 декабря 1993 года) — советский и российский художник-карикатурист, график.

## Биография
В 15 лет поступил в изостудию Дворца культуры при автозаводе им. Лихачёва. 

В 1964 году поступил на комбинат художественных работ Мособлхудфонда РСФСР в качестве художника-оформителя. 

С 1966-го по 1968 годы служил в войсках МВД в Москве, где работал художником-оформителем при клубе им. Дзержинского. 

С 1969-го по 1973 годы учился в Московском государственном академическом художественном училище памяти 1905 года (декоративно-оформительский факультет). 

Первый рисунок опубликовал в 1971 году в газете «Комсомольская правда». 

Печатался в «Литературной газете», журнале «Крокодил» и других периодических изданиях.

По воспоминаниям карикатуриста Владимира Солдатова, «самобытный талант Васи проявился ещё в том, что он стал придумывать карикатуры и частушки, как говорится, в одном флаконе», например:
Я теперь живу один,

Хоть бросайся с берега,

Моя милка получила

Званье — «Мисс Америка»…
Забежала я в салон

К мужику Авдею,

Учит пить одеколон,

Я сижу — балдею…
Обручилась, девки, я

С пареньком из МИДа,

Посылают за рубеж —

Не поймать бы СПИДа…
Я не знаю, как в России,

А у нас в Бразилии

Очень любят все рисунки

Дубова Василия!